# Charles Bordes
Charles Bordes (Rochecorbon, 12 maggio 1863 – Tolone, 8 novembre 1909) è stato un compositore francese.

## Biografia
Si avvicinò alla musica grazie agli insegnamenti di César Franck; in seguito venne nominato maestro di cappella dapprima nella chiesa di Nogent e successivamente a St.Gervais a Parigi.
Grazie alla diffusione ed all'apprezzamento riscosso per i suoi saggi inerenti al tema della musica religiosa, venne ammesso nell'Association des Chanteurs de St. Gervais e nella Schola cantorum.
Tra le composizioni annoveriamo quelle per pianoforte, quali Quatre fantaisies rythmiques (1891), Caprice à cinq temps (1891); quelle per canto e pianoforte, quali Avril (1883), Trois madrigaux amers, (1886); quelle religiose, quali Pie Jesu (1887), Ave Maria(1890); quelle orchestrali, quali Suite basque (1887).
Bordes fu un promotore della musicologia e diffusore di musiche sconosciute.
Si dimostrò un compositore di alta qualità e di grande versatilità, passando da musiche ispirate al folclore basco alle musiche per voce e pianoforte piuttosto raffinate.

## Opere principali
- Suite basque per flauto e orchestra, 1887;
- Trois danses béarnaises, 1888;
- Ouverture pour le drame basque Errege Jan, 1888;
- Pastorale pour orchestre, 1888;
- Rhapsodie basque per pianoforte e orchestra, 1889;
- O salutaris per coro, 1889;
- Pie Jesu, 1889;
- Les trois vagues, dramma lirico, 1890–1906;
- Litanies de la très Sainte Vierge per coro, 1891;
- 4 fantaisies rythmiques per pianoforte, 1891;
- Caprice à cinq temps per pianoforte, 1891;
- Tantum ergo, mottetto, 1891;
- 12 Noëls populaires basques, 1894;
- Madrigal à la musique, 1895;
- Mariale, cantique en l’honneur de la très Sainte Vierge, 1896;
- Ave Maria, mottetto, 1897;
- 4 antiennes à la Sainte Vierge, 1898;
- Versets pour les 2e vêpres de plusieurs martyrs, 1898;
- Fili quid fecisti, 1899;
- Verbum caro factum est, 1900;
- Domine, puer meus jacet, 1900;
- Salut au saint sacrement, 1900;
- Divertissement per orchestra, 1902;
- Divertissement sur un thème béarnais per pianoforte, 1905;
- 11 chansons du Languedoc, 1906;
- Nunc dimittis, paraphrase du Cantique de Siméon, per organo, 1909;
- 10 danses, marches et cortèges populaires du Pays basque espagnol, 1910;
- 12 chansons amoureuses du Pays basque français, 1910.